# Congregação de São Mauro

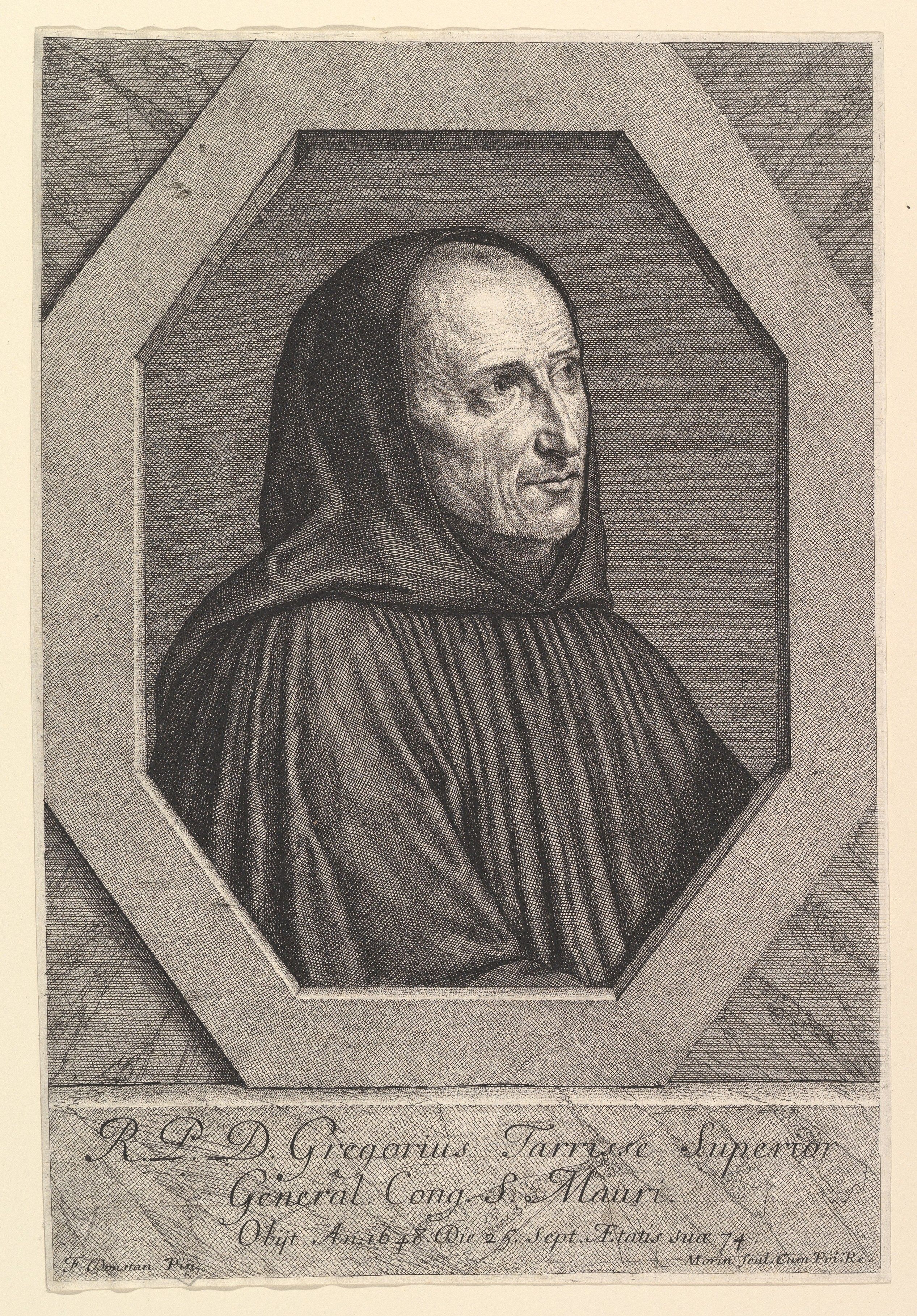
Dom Gregoire Tarrisse, superior geral da Congregação de São Mauro

A Congregação de São Mauro, muitas vezes conhecida como os mauristas, era uma congregação de beneditinos franceses, estabelecida em 1621, e conhecida por seu alto nível de erudição. A congregação e seus membros receberam o nome de São Mauro (falecido em 565), um discípulo de São Bento creditado com a introdução da regra e da vida beneditina na Gália. A congregação foi suprimida e seu superior-geral executado durante a Revolução Francesa.